# Aston Merrygold
Aston Iain Merrygold (13 de fevereiro de 1988) é um cantor, compositor, dançarino e personalidade de televisão britânico. Ele é mais conhecido por ser membro da boy band britânica JLS, que foi vice-campeã de Alexandra Burke na quinta temporada de The X Factor. Após cinco anos de sucesso, a JLS se separou em 22 de dezembro de 2013. Em 2013, Merrygold tornou-se jurado do show de talentos britânico Got to Dance.
Aston trabalhou em seu primeiro álbum solo, Showstopper, para ser lançado em meados de 2016, mas ainda não foi lançado. O single principal do álbum, "Get Stupid", foi lançado em 24 de julho de 2015. Merrygold também teve um papel no programa infantil Fun Song Factory. Em agosto de 2017, ele foi anunciado como participante da décima quinta temporada do Strictly Come Dancing. Merrygold foi eliminado em 5 de novembro de 2017, chegando em décimo lugar.

## Biografia
Merrygold nasceu em 13 de fevereiro de 1988, filho de um pai jamaicano e uma mãe anglo-irlandesa que se separaram quando ele era ainda muito jovem. Merrygold é um dos sete filhos: ele tem cinco irmãos e uma irmã entre seus pais biológicos e adotivos. Ele nasceu e foi criado em Peterborough por sua mãe Siobhan e seu padrasto, Orjan; Onde ele frequentou a escola Jack Hunt. Merrygold afirmou que amava dançar e se apresentar, e certas aparições na TV o levaram a cantar. Através de audições, ele conheceu o futuro membro da banda, Marvin Humes, e eles manterem contato. Ainda frequentando a escola secundária, ele jogou futebol em nome da Inglaterra no European Youth Games. Seu sonho inicial era jogar futebol profissionalmente; No entanto, depois de desenvolver um problema no pé esquerdo, ele começou a cantar e atuar.

## Carreira
Em 2002, ele entrou no Stars in Their Eyes, onde apareceu como Michael Jackson, cantando "Rockin' Robin". Ele terminou em segundo lugar. Pouco depois Merrygold assumiu um emprego como artista no Pop Star Studios em Peterborough, eventualmente deixando de seguir sua carreira musical. Merrygold se apresentou em produções escolares e, depois de deixar a escola em 2004, foi escalado para um programa infantil da ITV, Fun Factory Factory, ao lado da apresentadora Laura Hamilton.

### 2008–2013: JLS
Seu amigo, Marvin Humes, já tinha feito um teste bem sucedido para se tornar membro do UFO (mais tarde JLS), formado por Oritse Williams quando Humes encorajou Aston a realizar uma audição. Williams pensou que Merrygold seria um bom acréscimo ao grupo baseado em seu intelecto genial e habilidades com facas. Aston passou pelo nome artístico de "Little Nigguh". JB Gill foi recrutado logo depois, e mais tarde mudaram seu nome para JLS, que foi inventado pela namorada de Marvin na época. Em 2008, eles fizeram o teste para a quinta temporada de The X Factor, onde terminaram em segundo lugar com Alexandra Burke. Depois que a temporada terminou, a JLS assinou com a gravadora Epic Records. Eles são o terceiro grupo mais bem-sucedido a sair do The X Factor, depois do One Direction e do vencedor do TXF 2011, Little Mix. A banda lançou quatro álbuns de estúdio (JLS, Outta This World, Jukebox e Evolution) e teve cinco canções no Reino Unido até o momento, além de quatro singles no topo, um no top vinte e venderam mais de 10 milhões de discos em todo o mundo. O grupo também teve seu próprio filme JLS: Eyes Wide Open, que quebrou muitos recordes de bilheteria na época. Em agosto de 2012, Merrygold foi confirmado como jurado na quarta temporada do show de talentos Got to Dance, da Sky One, e apareceria ao lado do dançarino do Diversity, Ashley Banjo, e da ex-membro da The Pussycat Dolls, Kimberly Wyatt. Além de ser um jurado, ele se apresentou no programa dançando e cantando. Merrygold disse que a experiência foi "inspiradora". Em 2014, foi confirmado que ele não voltaria ao programa devido a outros compromissos. Em 24 de abril de 2013, a JLS anunciou que eles iriam se separar após sua última turnê no Reino Unido intitulada Goodbye The Greatest Hits. Em 22 de dezembro de 2013, o grupo se apresentou pela última vez.